# Cuarta División de Chile 2003
El Campeonato Nacional de Cuarta División de Chile de 2003 fue la edición número 21 del torneo de la categoría.
Participaron 12 equipos, que jugaron en un sistema de todos-contra-todos agrupados en dos grupos: Norte y Sur en una primera fase. Luego de terminada esta fase, cinco primeros equipos pasarán a una segunda fase, para definir a los cuatro semifinalistas, de donde salió el campeón para el año 2003. 
Ferroviarios resultó ser el campeón de esta edición, y con esto, ascendió a la Tercera División. Acompañándolo, también ascendió San Bernardo Deportes como subcampeón.
Sin embargo, por motivos de estructuración por parte de ANFA, la categoría fue absorbida al término de año por la Tercera División. Al descontinuarse, todos sus clubes fueron aceptados a la categoría superior hasta el año 2009

## Primera fase
En la primera fase los 12 equipos se distribuyeron en dos grupos: Norte y Sur. El mejor equipo de cada grupo pasará a jugar un Play Offs entre sí para otorgar una bonificación especial de +3, los segundos lugares de cada grupo solo recibirán una bonificación de +1.

### Grupo Norte
| Pos | Equipo                 | PJ | PG | PE | PP | GF | GC | Dif | Pts |
| --- | ---------------------- | -- | -- | -- | -- | -- | -- | --- | --- |
| 1   | Unión Quilpué          | 10 | 8  | 2  | 0  | 29 | 6  | +26 | 26  |
| 2   | Ferroviarios           | 10 | 6  | 2  | 2  | 24 | 12 | +12 | 20  |
| 3   | Luis Musrri            | 10 | 4  | 3  | 3  | 20 | 15 | +5  | 15  |
| 4   | Defensor Casablanca    | 10 | 3  | 3  | 4  | 19 | 17 | +2  | 12  |
| 5   | Hosanna B              | 10 | 2  | 4  | 4  | 20 | 26 | -6  | 10  |
| 6   | Independiente Santa Fe | 10 | 0  | 0  | 10 | 7  | 43 | -36 | 0   |

PJ=Partidos jugados; PG=Partidos ganados; PE=Partidos empatados; PP=Partidos perdidos; GF=Goles a favor; GC=Goles en contra; Dif=Diferencia de gol; Pts=Puntos

### Grupo Sur
| Pos | Equipo                | PJ | PG | PE | PP | GF | GC | Dif | Pts |
| --- | --------------------- | -- | -- | -- | -- | -- | -- | --- | --- |
| 1   | Rengo Unido           | 10 | 6  | 4  | 0  | 25 | 15 | +10 | 22  |
| 2   | San Bernardo Deportes | 10 | 5  | 4  | 1  | 19 | 11 | +8  | 19  |
| 3   | Tricolor Municipal    | 10 | 4  | 3  | 3  | 26 | 20 | +6  | 15  |
| 4   | Chiprodal             | 10 | 2  | 6  | 2  | 20 | 18 | +2  | 12  |
| 5   | Luis Matte Larraín    | 10 | 2  | 2  | 6  | 17 | 27 | -10 | 8   |
| 6   | Juventud Puente Alto  | 10 | 1  | 1  | 8  | 14 | 30 | -16 | 4   |

PJ=Partidos jugados; PG=Partidos ganados; PE=Partidos empatados; PP=Partidos perdidos; GF=Goles a favor; GC=Goles en contra; Dif=Diferencia de gol; Pts=Puntos
|  | Clasifica a la Final |

### Final

#### Partidos
|  | Rengo Unido | 2:2 | Unión Quilpué |  |  |

|  | Unión Quilpué | 2:1 | Rengo Unido |  |  |

## Segunda fase
En esta segunda fase saldrán los dos equipos que disputaron los ascensos. Son dos grupos de 6 elencos cada uno, donde los dos primeros pasan a la siguiente etapa

### Grupo Norte
| Pos | Equipo              | PJ | PG | PE | PP | GF | GC | Dif | Pts |
| --- | ------------------- | -- | -- | -- | -- | -- | -- | --- | --- |
| 1   | Ferroviarios        | 10 | 9  | 1  | 0  | 34 | 11 | +23 | 29  |
| 2   | Unión Quilpué       | 10 | 6  | 2  | 2  | 35 | 12 | +23 | 23  |
| 3   | Luis Musrri         | 10 | 5  | 2  | 3  | 23 | 19 | +4  | 17  |
| 4   | Defensor Casablanca | 10 | 2  | 1  | 7  | 16 | 34 | -18 | 7   |
| 5   | Hosanna B           | 10 | 1  | 3  | 6  | 17 | 30 | -13 | 6   |
| 6   | Santa Fe            | 10 | 1  | 3  | 6  | 16 | 35 | -19 | 6   |

PJ=Partidos jugados; PG=Partidos ganados; PE=Partidos empatados; PP=Partidos perdidos; GF=Goles a favor; GC=Goles en contra; Dif=Diferencia de gol; Pts=Puntos

### Grupo Sur
| Pos | Equipo                | PJ | PG | PE | PP | GF | GC | Dif | Pts |
| --- | --------------------- | -- | -- | -- | -- | -- | -- | --- | --- |
| 1   | San Bernardo Deportes | 10 | 6  | 3  | 1  | 23 | 12 | +9  | 22  |
| 2   | Rengo Unido           | 10 | 5  | 1  | 4  | 18 | 14 | +4  | 19  |
| 3   | Juventud Puente Alto  | 10 | 5  | 2  | 3  | 31 | 21 | +10 | 17  |
| 4   | Chiprodal             | 10 | 5  | 2  | 3  | 24 | 15 | +9  | 17  |
| 5   | Tricolor Municipal    | 10 | 2  | 1  | 7  | 14 | 34 | -20 | 7   |
| 6   | Luis Matte Larraín    | 10 | 1  | 3  | 6  | 11 | 25 | -14 | 6   |

PJ=Partidos jugados; PG=Partidos ganados; PE=Partidos empatados; PP=Partidos perdidos; GF=Goles a favor; GC=Goles en contra; Dif=Diferencia de gol; Pts=Puntos
|  | Clasifica a la Final |

## Fase final
Los cuatro clasificados disputarán llaves de ida y vuelta para definir al finalistas y posteriormente, el campeón .

### Semifinales

#### Partidos
|  | Ferroviarios | 1:0 | Rengo Unido |  |  |

|  | Rengo Unido | 1:1 | Ferroviarios |  |  |

|  | Unión Quilpué | 1:1 | San Bernardo Deportes |  |  |

|  | San Bernardo Deportes | 3:2 | Unión Quilpué |  |  |

### Final

#### Partidos
|  | San Bernardo Deportes | 1:0 | Ferroviarios |  |  |

|  | Ferroviarios | 2:2 (4:3 pen) | San Bernardo Deportes |  |  |

| Campeón Ferroviarios Cuarta División |